# Жунеза
Жунеза — село в Іспанії, у складі автономної спільноти Каталонія, у провінції Леріда. Муніципалітет розділений на дві частини, у більшій південній частині проживає майже все населення.